# Martin Heinrich Klaproth

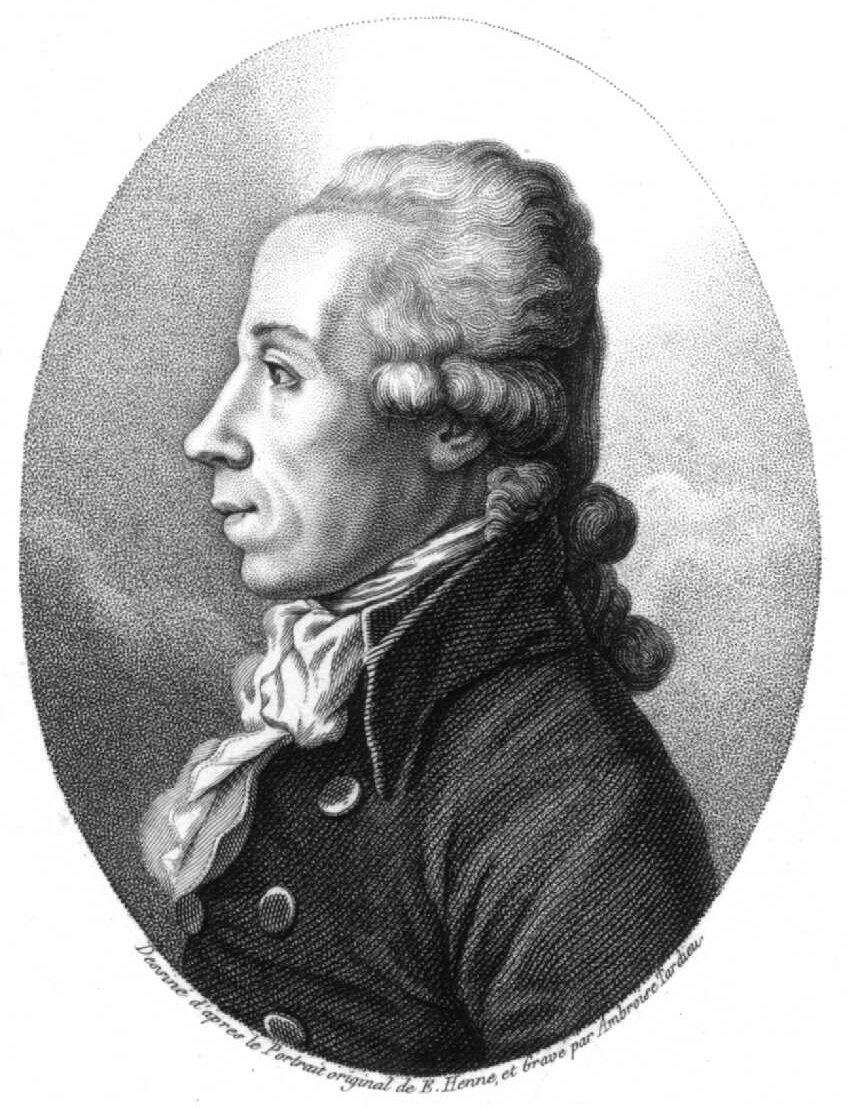
Martin Heinrich Klaproth.

Martin Heinrich Klaproth, född 1 december 1743 i Wernigerode, död 1 januari 1817 i Berlin, var en tysk kemist som är mest känd för att ha upptäckt uran. Han var far till orientalisten Julius Klaproth.

## Biografi
Klaproth blev biträde på ett apotek i Berlin, hos kemisten Valentin Rose den yngre, efter vars död Klaproth övertog apoteket, och fick sin vetenskapliga uppfostran av Roses bägge söner, den sedermera som kemist och analytiker bekante Heinrich Rose och geologen Gustav Rose. Vid upprättandet av Berlins universitet blev Klaproth professor i kemi där 1810.
Klaproth var en av sin tids mest framstående kemister och den förste, som i Tyskland antog Lavoisiers system. Han föreslog 1792 Berlins akademi att underkasta försöken över förbränning och oxidation en granskning, vilken bekräftade Lavoisiers uppgifter. Klaproth var huvudsakligen mineralanalytiker och den förste, som oförfalskat offentliggjorde sina analyser, sådana de utfallit och ej mer eller mindre ändrade efter tycke och smak, som tidigare var brukligt. 
Han undersökte flera hundra mineraler kvantitativt och upptäckte därmed grundämnena uran (1789), zirkonium (samma år) och cerium (1803, samtidigt med och oberoende av Berzelius och Hisinger). Han isolerade även en ny oxid ur ett ungerskt prov 1795 och fann rutile (titandioxid) men påpekade att det ingående grundämnet inte var nytt. William Gregor hade redan 1791 identifierat titan i ilmenit (järntitanoxid) och anses vara upptäckaren. Klaproths namnförslag på det nya ämnet är dock det som används idag, namnet på jättarna som var jordens första söner. Bland Klaproths undersökningar intar de över meteorstenarna och honingstenen en framstående plats. Hans många, i samtida tidskrifter spridda avhandlingar samlades till ett arbete i Beiträge zur chemischen kenntniss der Mineralkörper (1795–1810), vartill sluter sig det 1815 publicerade arbetet Chemische abhandlungen gemischten Inhalts.
Klaproth invaldes 1810 som utländsk ledamot nummer 198 av Kungliga Vetenskapsakademien.